# Kastell Szentendre
Das Kastell Szentendre, in der Antike zunächst als Ulcisia Castra (Wolfslager) gegründet und später in Castra Constantia umbenannt, war ein  römisches Militärlager, das zur Kontrolle eines Donauabschnitts des pannonischen Limes errichtet wurde. Der Strom bildete dort in weiten Abschnitten die römische Reichsgrenze. Die teilweise ergrabenen und zu besichtigenden Reste der einst von Hilfstruppen (Auxilia) belegten Garnison befinden sich unter dem Zentrum der Stadt Szentendre (deutsch St. Andrä) im ungarischen Komitat Pest, oberhalb des westlichen Ufers am Donau-Westarm. Szentendre wurde neben den spätantiken Umbaubefunden am Kastell und den Gräberfeldern auch durch seine mittelkaiserzeitlichen Steindenkmäler und die Villa Rustica im ethnographischen Freilichtmuseum bekannt.

## Lage

Der Limes Pannonicus am Pilisgebirge

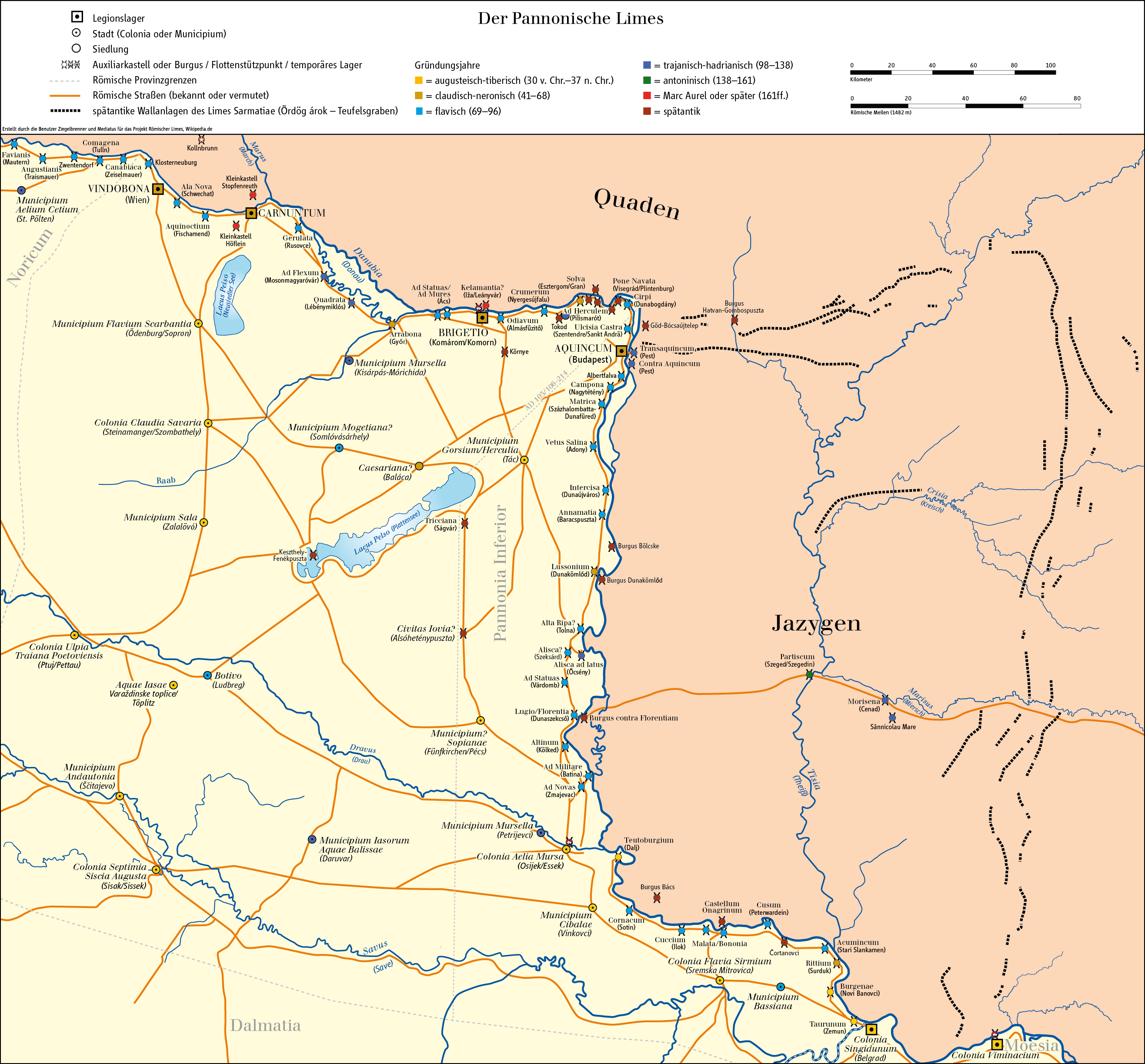
Pannonien mit dem vorgelagerten Wallsystem

Südwestlich von Szentendre, bei der heutigen Ortschaft Pomáz, befand sich bereits in der Kupferzeit ein riesiges Gräberfeld. Das Kastell wurde am Ostrand eines Ausläufers des Pilisgebirges auf einer Anhöhe des zur Donau hin abfallenden Geländes nahe am nördlich vorbeifließenden Bükkös-Bach errichtet. Unterhalb der Anlage verlief, fast genau in Nord-Süd-Ausrichtung, die bedeutende, dem Donaulauf folgende Heer- und Limesstraße zur zeitweiligen Provinzhauptstadt Aquincum und dem südlich davon gelegenen, gleichnamigen Legionslager. An dieser Straße lag eine dichte Grenzpostenkette mit der vom Kastell aus Sicht- und Signalverbindung bestand.
Die Prätorialfront, die dem Feind zugewandte Seite der Fortifikation, war in östliche Richtung, zum Donau-Westarm und zur anschließenden großen Insel Szentendrei (Sankt-Andrä-Insel) hin ausgerichtet. Die Besatzung von Szentendre hatte über diese schmal-längliche Insel hinweg direkte Sichtverbindung zu dem am Ostufer der Insel gelegenen Brückenkopf Horány. Von diesem Punkt aus konnten römische Truppen über den Hauptarm der Donau hinweg direkt ins Barbaricum übersetzen. Diese Garnison befand sich während der Phase des spätantiken, unter Konstantin dem Großen (306–337) oder Konstantin II. (337–340) errichteten Limes Sarmatiae in einer militärischen Pufferzone, die Pannonien wohl bis 378 n. Chr. schützen konnte.
Der wohl nie fertiggestellte Limes Sarmatiae bestand aus einem vom Donauknie nach Osten in die ungarische Tiefebene reichenden Erdwallsystem, das dort nach Süden abknickte und direkt auf die an der Donau gelegene mösische Grenzstadt Viminatium zulief. Neben dem in der Pufferzone lebenden, mit Rom verbündeten sarmatischen Stamm der Jazygen sollten offensichtlich auch einige römische Militärstationen die Wallanlagen sichern. Bekannt ist dazu der von Sándor Soproni (1926–1995) ergrabene und in seiner Funktion vieldiskutierte Burgus Hatvan-Gombospuszta.

## Forschungsgeschichte

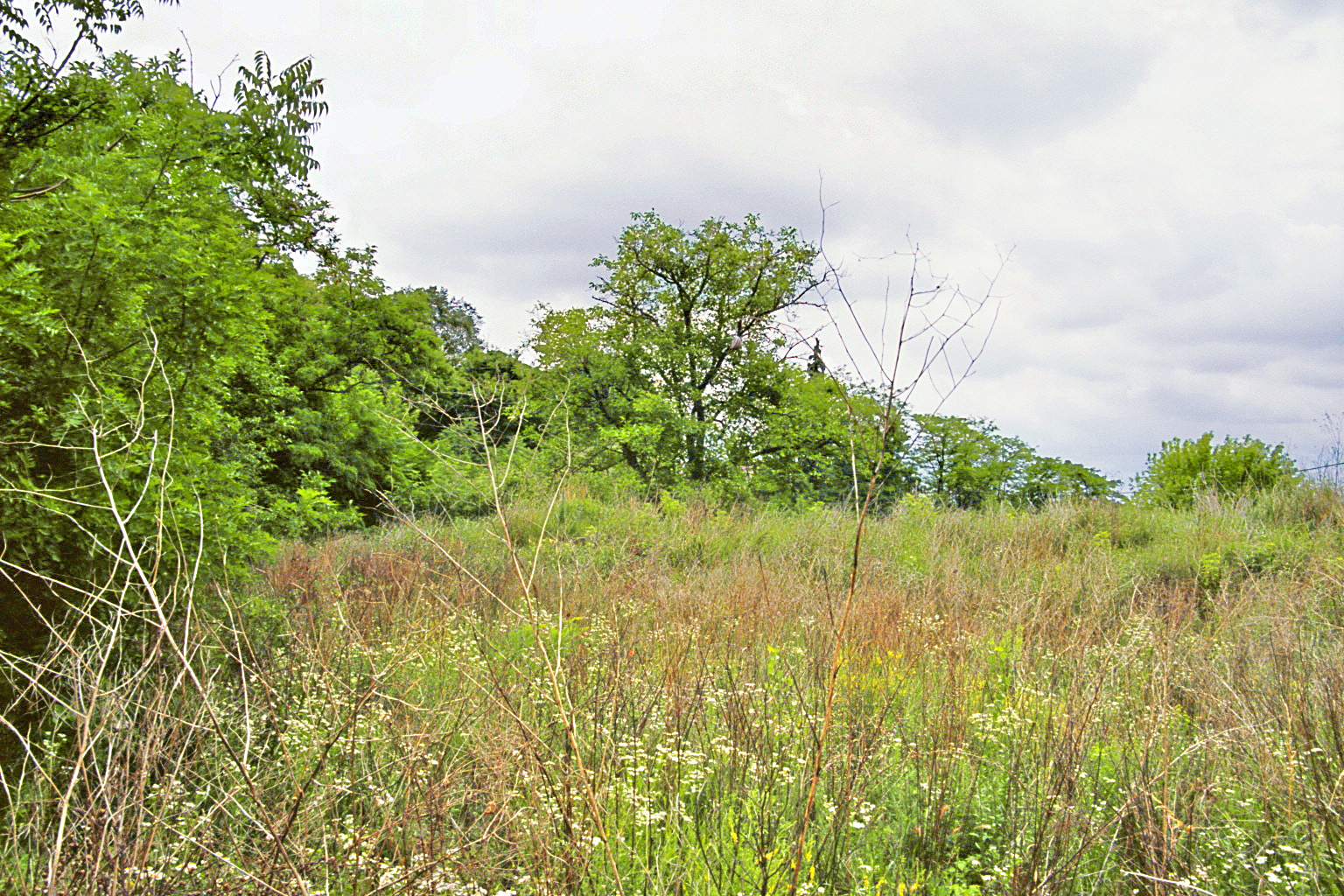
Das zerfurchte Gelände im südlichen Kastellareal (Zustand 2012)

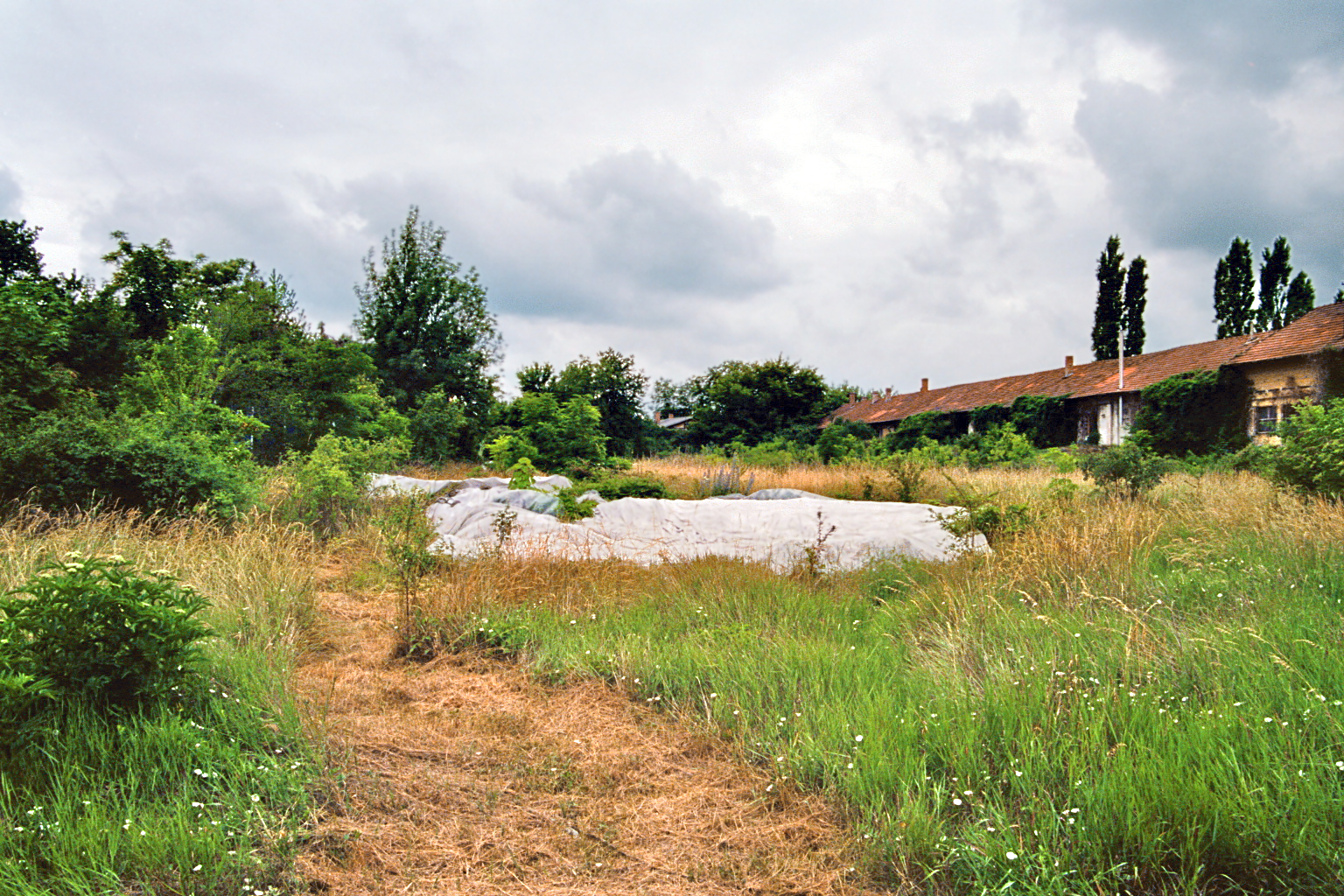
Das nördliche Gelände des römischen Kastells. Ergrabene Mauerstümpfe sind mit Plastikplanen provisorisch abgedeckt (Zustand 2012).

Der antike Name der Anlage, Ulcisia Castra, blieb durch ein erhalten gebliebenes römisches Straßen- und Ortsverzeichnis, das Itinerarium Antonini bewahrt. Den spätantiken Namen des Platzes überlieferte eine Inschrift sowie das spätantike Staatshandbuch Notitia Dignitatum. Das Kastell hat sich in groben Umrissen bis heute im Weichbild der Stadt erhalten. In einem Bericht von 1736 erwähnte der englische Reisende Richard Pococke (1704–1765) erstmals die antike Stätte. Die ersten wissenschaftlichen Ausgrabungen am Kastell wurden von Flóris Rómer (1815–1889), dem Begründer der wissenschaftlichen Archäologie in Ungarn, vorgenommen. Die nächsten Untersuchungen fanden erst wieder zwischen den beiden Weltkriegen unter Lajos Nagy (1897–1946) statt, der die groben Umrisse des Kastells feststellen konnte. Die von Lajos Nagy begonnenen Arbeiten wurden während des Zweiten Weltkriegs, 1939, 1940 und 1942 von Tibor Nagy (1910–1995) fortgesetzt, der den Kastellplan weiter klären und vervollständigen konnte. 1959 fand eine Grabung an der südöstlichen Prätorialfront unter der Leitung von Soproni statt und 1968 erforschte Márta Kelemen, die damals am Károly-Ferenczy-Museums in Szentendre arbeitete, das Grabensystem an der Westmauer. Als Direktor des Károly-Ferenczy-Museums hatte Soproni bereits von 1951 bis 1961 Grabungen und Untersuchungen in und um Szentendre durchgeführt.
Die ersten Grabungen im Vicus führte Tibor Nagy durch. In den 1970er Jahren wurde dort sowie im Gräberfeld unter Sarolta Tettamanti geforscht. Mit den Arbeiten im Gräberfeld hatte bereits Flóris Rómer begonnen. 1923 und 1924 fand eine Freilegung spätrömischer Bestattungen weiter südlich der Fortifikation statt. Neue Erkundungen führte Lajos Nagy in einer großen Grabungskampagne von 1928 durch. In den 1970er Jahren haben in einem weiteren spätrömischen Gräberfeld nahe der südlichen und westlichen Kastellmauer Untersuchungen durch Judit Topál (* 1943) und Éva Maróti stattgefunden. 1993 war das Gelände östlich des Steinkastells Ziel von Grabungen und 1996/97 wurde unter der Leitung von Maróti die Porta decumana, die dort herausführende Straße und die Nordwestecke der Garnison untersucht. Die Archäologin war auch 2001 vor Ort im Gelände. Weitere Grabungen erfolgten 2004 bis 2006 an der westlichen und südlichen Umwehrung.
Zu besichtigen ist heute das Freilicht-Lapidarium des Ferenczi Kàroly Mùzeums mit Sarkophagen, Grabsteinen, Meilensteinen und diversen Inschriften an der das im Südwesten umlaufenden Dunakanyar körút. Im Herbst 2003 erfolgte eine Reinigung der dort ausgestellten Steine. Neben den Steindenkmälern erinnern auch zwei Straßennamen an die römischen Ursprünge der Stadt, so die Római sánc utca (Römerwallstraße), die an der ehemaligen Südwestecke des Kastells beginnt und nach Nordwesten verläuft, und die weiter südlich des Kastells verlaufende Római temető utca (Römergräberstraße) im Bereich der spätantiken Grablegen.

## Baugeschichte

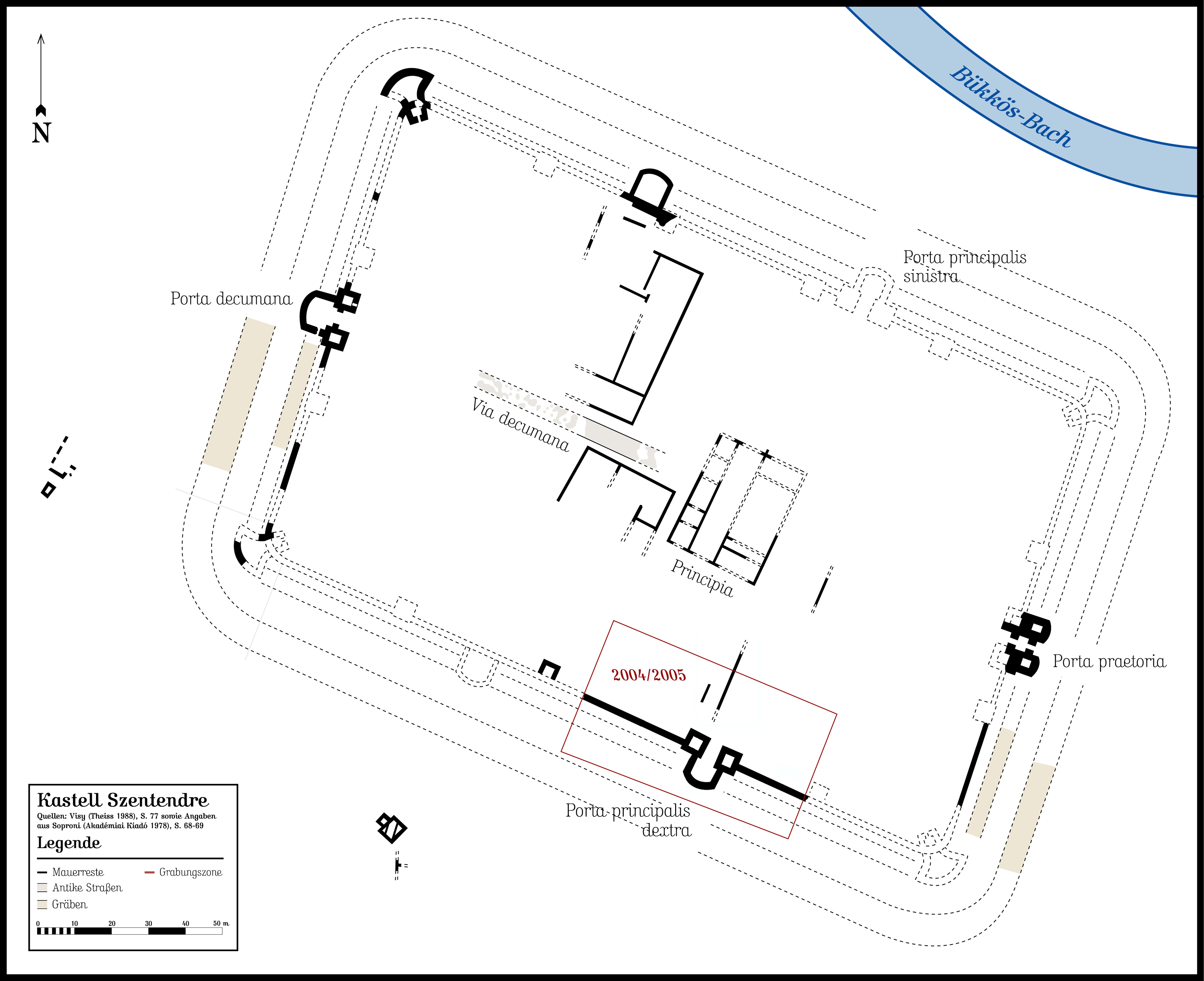
Lageplan und Grabungsbefunde des Kastells bis 2005

### Mittlere Kaiserzeit

#### Holz-Erde-Kastell
Erste Spuren zu einem schon lange vermuteten Vorgängerlager in Holz-Erde-Bauweise konnten bei Grabungen 1993 im Osten des Steinkastells festgestellt werden. Daraus ergab sich, dass eine entsprechende Anlage während der domitianisch-trajanischen Epoche (81–117) errichtet worden sein könnte.

#### Steinkastell

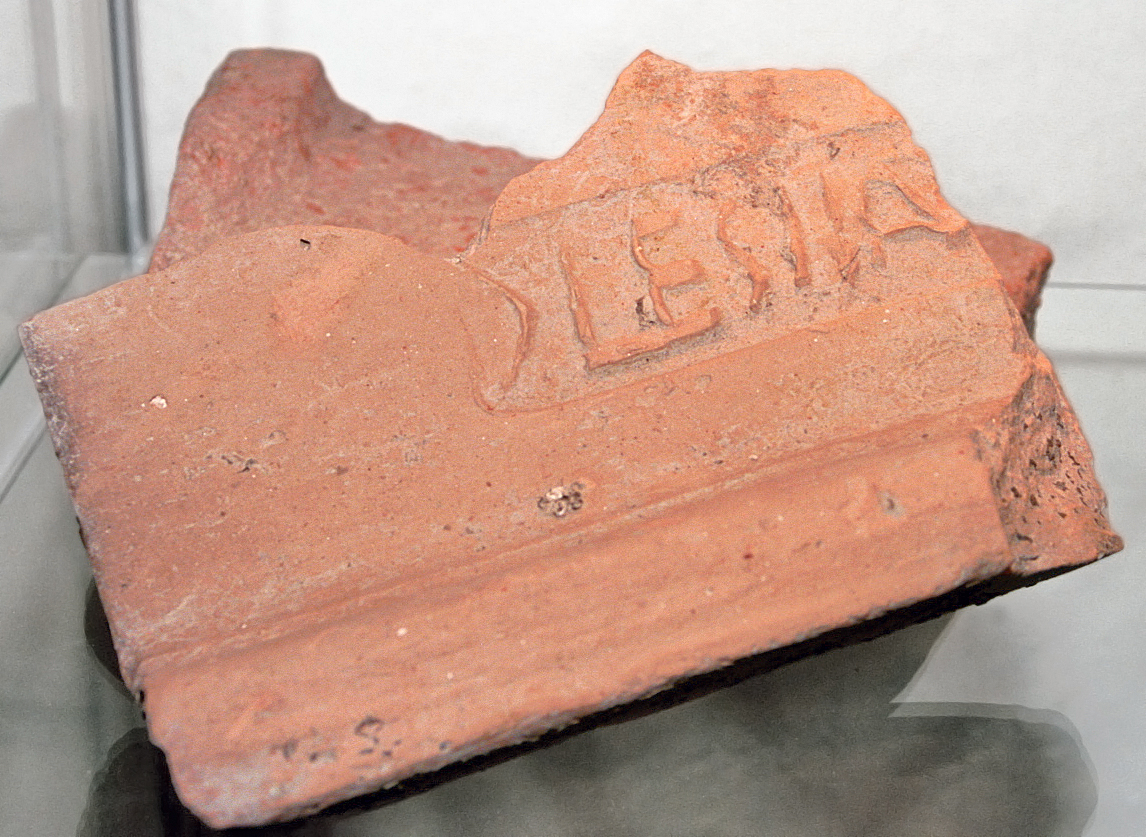
Ziegelstempel der Legio II Adiutrix aus Ulcisia Castra

##### Umwehrung
Das wahrscheinlich erst nachhadrianische, in Steinbauweise errichtete Kastell wurde von der Cohors I Thracum (die erste Kohorte der Thraker) sowie einer Bauabteilung der in Aquincum stationierten Legio II Adiutrix (2. Legion „die Helferin“) in spättrajanischer Zeit vollendet. Die trapezoide, 134 × 205 Meter große und heute teilüberbaute Anlage konnte an mehreren Punkten gezielt untersucht werden. So sind neben einigen Türmen und Resten der Umwehrung drei der ursprünglich vier Kastelltore bekannt. Die Stärke der Lagermauern schwankte. Sie betrug an der Nordwestmauer zwischen 1,50 und 1,25 Meter, maß an der südöstlichen Schmalseite 1,14 Meter und an der südwestlichen Längsseite 1,60 Meter. Ein an der Nordostfront freigelegter spätantiker U-förmiger Turm hatte einen Mauerdurchmesser von 1,15 bis 1,30 Metern.
Die rückwärtige Porta decumana im Nordwesten, das an der Prätorialfront liegende Haupttor, die Porta praetoria im Südosten sowie die südwestliche Porta principalis dextra sind bekannt. Alle drei Tore besaßen nur einspurige Durchfahrten und wurden von je zwei, leicht nach außen über den Mauerverband hervorspringenden Tortürmen flankiert. Die vier Ecken der Wehrmauer waren ursprünglich abgerundet (Spielkartenform), was nach den spätantiken Umbauten durch eine Überformung mit neuen Turmbauten nicht mehr so deutlich sichtbar war. Als Annäherungshindernis konnte vor den Kastellmauern jeweils ein Doppelspitzgraben im Nordwesten und Südosten festgestellt werden, dessen innerer Grabenring nur fast halb so breit war wie der äußere. Ob dieses Grabensystem auch noch nach den spätantiken Umbauten in gleicher Form weiterbestand, ist fraglich. Es wird jedoch vermutet, dass mit dem Umbau im 4. Jahrhundert auch ein neuer Wehrgraben, etwas weiter vorverlegt, entstand. Während der 1959 durchgeführten Untersuchungen im südöstlichen Grabenbereich fand Soproni nahebei die Reste von Fresken.

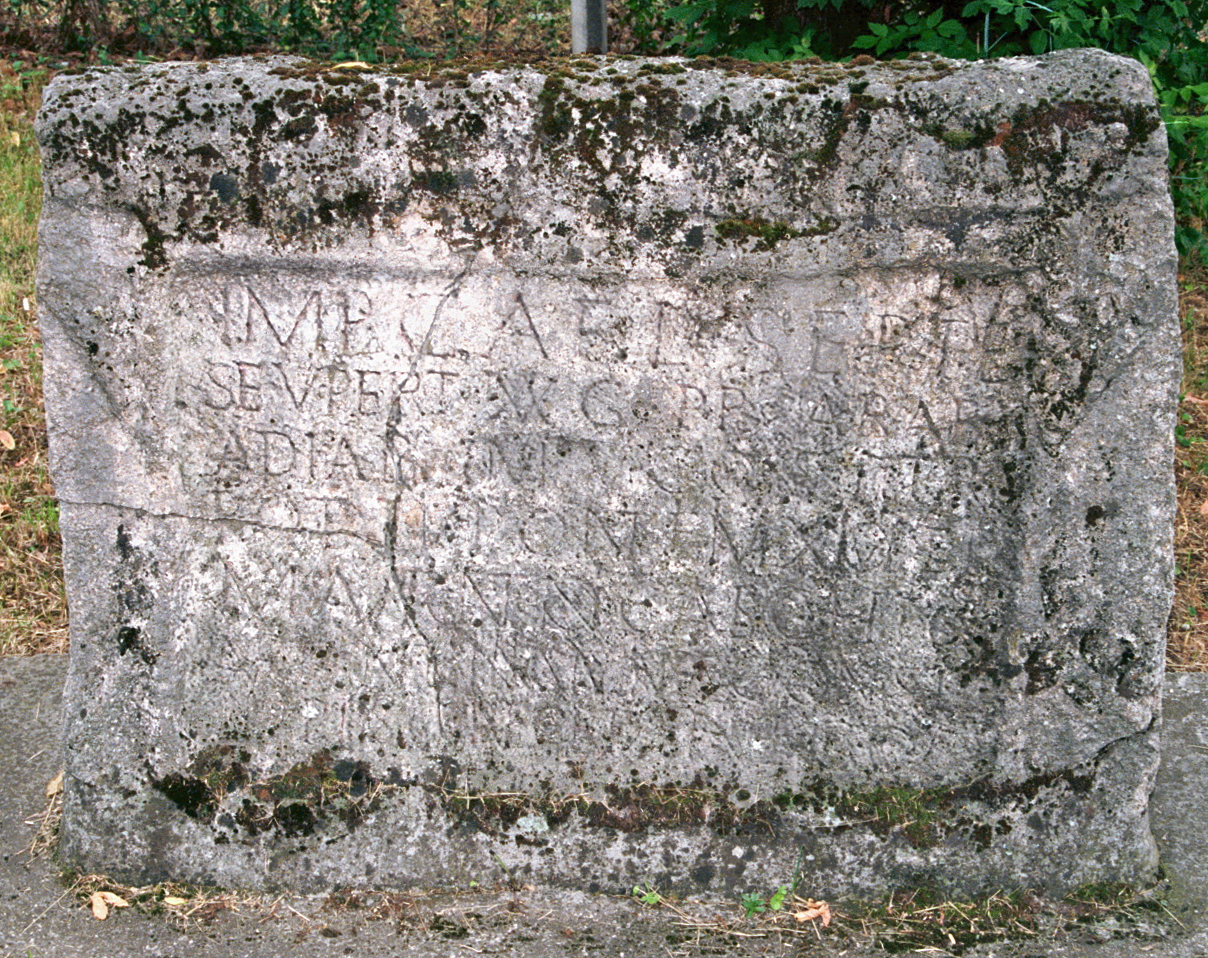
Bau- oder Ehreninschrift für Kaiser Septimius Severus und Caracalla von 195 n. Chr.

Während der ersten bekannten Bauphase erhielt Ulcisia Castra je einen Wehrturm in jeder der vier Lagerecken. Der am besten bekannte nördliche Eckturm ist trapezförmig, 3,38 Meter breit und 3,20 Meter lang. Seine Mauerstärke beträgt 0,76–0,85 Meter. Zwischen den Toren und diesen Lagerecken standen rechteckige Zwischentürme, die im Inneren an die Umwehrung angebaut waren und rund 0,50 Meter über die Mauerflucht hervorsprangen. Insgesamt werden an den beiden Schmalseiten vier und an den beiden Längsseiten acht Zwischentürme angenommen. 1996 konnte festgestellt werden, dass der untersuchte Eckturm nach den verheerenden Markomannenkriegen (166–180) einen neuen Estrich erhalten hatte. Die am Burgus Leányfalu sekundär vermauerte, als Tabula ansata ausgeführte Ehreninschrift von 195 n. Chr., die mit Sicherheit aus Szentendre stammt, könnte ein Hinweis auf diese Bau- oder Restaurierungsmaßnahmen sein. Sie zeigte noch Reste der roten Bemalung in den eingemeißelten Buchstaben. Der damals entstandene Estrich bestand bis in das späte 3. Jahrhundert. Wie Mároti bei ihren Nachgrabungen an der Nordwestecke ebenfalls feststellen konnte, sind die alten Vermaßungen nicht korrekt vorgenommen worden, da diese Ecke zehn Meter weiter westlich lag, als dies bisher dargestellt worden war.

##### Innenbebauung
Im Inneren römischer Kastelle kreuzten sich bis in die mittlere Kaiserzeit die Via principalis – sie verband die beiden Tore an den Schmalseiten – und die von der Porta praetoria kommende Via praetoria. An diesem Kreuzungspunkt befanden sich die Principia, das Stabsgebäude einer Garnison mit den notwendigen Verwaltungseinrichtungen, das auch in Szentendre abschnittsweise untersucht werden konnte. Die archäologisch am besten bekannte Lagerstraße, von der ein Teilabschnitt hinter den Principia intensiver untersucht werden konnte, war die Via decumana, die vom Stabsgebäude zur Porta decumana führte. Das 26,5 × 33 Meter große Stabsgebäude von Szentendre scheint seit der Mitte des 3. Jahrhunderts bis in die Spätantike verwendet worden zu sein. Die Archäologen fanden von dem Bauwerk u. a. Spuren der großen, rechteckigen Vorhalle, die der damaligen Bauweise folgend über der Via principalis errichtet wurde. Dahinter öffnete sich ein rechteckiger Innenhof, dessen umlaufende Bebauung unterschiedliche Diensträume aufnahm. An die rückwärtige Längsseite des Hofes schloss sich eine Querhalle (Basilica) an, die an ihrer Nordwestwand einen 33 × 6,50 Meter großen Flügel mit fünf Räumen besaß. In der Mitte dieser rückwärtigen Raumflucht des Stabsgebäudes befand sich in einem rechteckigen, 8 × 6,50 Meter großen apsislosen Saal das Fahnenheiligtum, in dem die Standarten der Truppe aufbewahrt wurden. Das Heiligtum war unterkellert, dort war einst auch der Aufbewahrungsort der Truppenkasse. Während des spätantiken Neubaus der Principia war dort ein Altar des Publius Aelius Aelianus sekundär vermauert worden, der 1940 gefunden wurde. Aelianus war unter Kaiser Gallienus (253–260) Kommandeur der in Aquincum stationierten Legion.

### Spätantike
270 n. Chr. trug das Kastell durch einen Einfall der Quaden, Vandalen und Sarmaten offenbar schwere Schäden davon, wie ein Münzhort und andere Befunde vermuten lassen. Danach waren umfangreiche Wiederaufbaumaßnahmen notwendig. Nach der Veröffentlichung des Grundrisses zu dem ergrabenen spätrömischen Zwischenturm an der Nordmauer vor der einstigen Retentura (Hinterlager) wurde erwogen, dass an dieser Stelle vor dem Bau des U-förmigen Turmes ein großer halbkreisförmiger Turm gestanden haben könnte, der laut Ansicht des Historikers und Archäologen Péter Kovács (* 1969) tatsächlich in die Zeit Kaiser Diokletians (284–305) datieren könnte. Kovács warf die Frage auf, ob es in dem Lager von Szentendre nicht eine Phase mit halbkreisförmigen Türmen gegeben hat, die später zugunsten der U-förmigen Türme abgebrochen wurden. Diese Frage wäre nur mit einer erneuten Grabung zu lösen. Nach Zsolt Visy könnte es jedoch auch erst unter Konstantin dem Großen zu einem umfassenden Umbau der Anlage gekommen sein. Die Datierung der Umbauten ist also noch umstritten.
Irgendwann erhielt die Befestigung vier mächtige U-förmige Türme, Bastionen nicht unähnlich, entlang der beiden Längsseiten, sowie vier fächerförmige Türme an den vier Kastellecken. Bei mindestens zwei der vier Lagertore wurden während dieser oder einer etwas späteren Umbauphase die beiden älteren Tortürme durch je einen sie verbindenden U-förmigen Turm – beziehungsweise durch eine baulich entsprechende Mauer – verschlossen. Im Schutt einer solchen Vermauerung am Kastell Baracspuszta fanden sich im Jahre 2005 insgesamt 50 gestempelte Ziegel des damaligen Oberkommandeurs der Provinz, Terentius dux, was eine ganz konkrete zeitliche Zuordnung dieser Baumaßnahme – zumindest in Baracspuszta – während der Regierungszeit des Kaisers Valentinian I. (364–375) möglich macht.
Am nicht ausgegrabenen Nordosttor wird ein ähnlicher Umbau vermutet, so dass die Garnison von da an ausschließlich durch die einstige Porta Praetoria zu betreten war. Dort wurde das alte Lagertor weitgehend beseitigt, an seiner Stelle wurden zwei weit aus der Wehrmauer hervorspringende U-förmige Türme errichtet, zwischen denen ein neuer, ebenfalls einspuriger Torbau lag. Angreifer, die es geschafft hatten, das äußere Tor zu stürmen, kamen anschließend in einen fast quadratischen Innenhof und mussten von dort aus auch das zweite, innere Tor gewaltsam überwinden. Wie zahlreiche gestempelte Ziegel aus der Zeit Kaiser Valentinians I. (364–375) nahelegen, wurden unter seiner Regentschaft einige Ausbesserungsmaßnahmen von geringerem Umfang vorgenommen, das Bodenniveau wurde angehoben. Die ebenfalls aufgefundene graue, eingeglättete Keramik des 5. Jahrhunderts zeugt von einer noch bis in die ersten Jahrzehnte andauernde, wie auch immer gearteten Nutzung der Befestigung. Danach wurde Szentendre zerstört. Mithilfe kleinerer Suchschnitte gelang es auch, das Kastellbad unmittelbar vor den Mauern nachzuweisen.
In der Retentura fanden sich beiderseits der Via decumana abschnittsweise Reste der steinernen Innenbebauung. Auch in den Latera Praetorii (Lagermittelsteifen) wurden der Via principalis folgende Mauerreste ausgemacht. Diese Baulichkeiten, darunter das Praetorium (Haus des Lagerkommandanten), sind jedoch bei weitem nicht so gut bekannt wie die Principia.

## Namensänderung
Der Zeitpunkt der Namensänderung von Ulcisia Castra zu Castra Constantia ist umstritten. Wurde dieser häufig in die Zeit Konstantins des Großen gelegt, sprach sich Sándor Soproni für die Regierungszeit Konstantins II. aus. In die gleiche Richtung tendierte auch der Archäologe, Althistoriker und Epigraphiker András Mócsy (1929–1987), der die Umbenennung entweder in die Zeit des Kaisers Constans (337–350) setzte  oder, was ihm noch wahrscheinlicher erschien, diese ebenfalls der Ära Konstantins II. zuschrieb.

## Truppe und Militärpersonal
Die beim Bau des Lagers mitwirkende 1. Thrakische Kohorte war nach dem Mainzer Militärdiplom vom 27. Oktober 90 n. Chr. zuvor in der Provinz Obergermanien eingesetzt und wurde von Ulcisia Castra aus – mit dem Abschluss der Bauarbeiten – nach Südpannonien abgezogen. Die erste in Szentendre gelegene Einheit ist bisher unbekannt. Vielleicht handelte es sich auch nur um eine Legionsvexillation aus Aquincum.
Erst mit dem Jahr 176 n. Chr. wird die dort stationierte Truppe durch eine am Burgus Leányfalu entdeckte Spolien-Inschrift fassbar. Es handelte sich um eine rund tausend Mann starke Infanterieeinheit, die Cohors I milliaria Aurelia Antonina Surorum sagittaria equitata (1. syrische bogenschießende Doppelkohorte „Aurelia Antonina“). Wie die Leányfaluer Inschrift belegt, wurde die Truppe im Jahr 175 n. Chr. unter Kaiser Mark Aurel (161–180) in Syrien aufgestellt und – wie Soproni bewies – bereits im darauffolgenden Jahr hierher verlegt. Nach 196 n. Chr. erfolgte eine Neuorganisation der Einheit. Sie erhielt nun den Namen Cohors I milliaria nova Severiana Surorum sagittaria. (1. neue syrische bogenschießende Doppelkohorte der Bogenschützen „Severiana“). Den zusätzlichen Beinamen Antoniniana trug sie nur während der Regierungszeit des Kaisers Caracalla (211–217). Im Zuge der zeitweilig durchgeführten Damnatio memoriae nach dem gewaltsamen Tod des Kaisers wurde die Kohorte in der Folge wieder ohne das Antoniniana genannt. In einer Ehreninschrift für Caracalla aus dem Jahr 213 wird die syrische Kohorte auch als Cohors I nova Severiana Surorum sagittaria Antoniniana equitata civium Romanorum genannt. Demnach war der Truppe in der Zwischenzeit offenbar das römische Bürgerrecht (civium Romanorum) verliehen worden. Zudem wurde erstmals erwähnt, dass die neuorganisierte Kohorte teilweise beritten war.
Aus dem Kastell sind etliche Namen und auch Dienstgrade des Militärpersonals erhalten geblieben. Einige Altäre und Grabsteine von Szentendre wurden in der Spätantike als Spolien verschleppt, um mit ihnen neue Militärstationen anzulegen. So wurde beispielsweise die Widmung an Jupiter, die der Feldzeichenträger (Signifer) einer Zenturie der 1. syrischen Doppelkohorte, Marcus Aurelius Priscus, aufstellen ließ, gleichfalls im Burgus Leányfalu entdeckt.
Im Jahr 241 weihte Iulius Victor, ein berittener Feldzeichenträger (Vexillarius) der Syrer, dem Schutzgeist (Genius) seiner Schwadron (Turma) und der Pferdegöttin Epona einen Stein. Ein Architrav von einem Heiligtum mit einer Widmung an Merkur, gestiftet von den beiden Schwadronführern (Decuriones) Lucius Atticius Atticinus und Caius Atticius Verecundus war zwischen 150 und 250 entstanden und wurde an der Südwestecke des Kastells gefunden.

## Lagerdorf
Das sich nach der Gründung des Kastells rasch entwickelnde Lagerdorf (Vicus) entstand weitgehend im Westen und Süden der Garnison und hatte einen Umfang von 500 × 400 Metern. Die Topographie des Geländes führte zu einer verdichteten Bebauung mit rechteckigen, in Steinbauweise errichteten Häusern, deren Wandstärke rund 50 Zentimeter betrug. Aufgefundene Freskenreste des 2. und 3. Jahrhunderts, die Marmorimitationen zeigten, deuten auf eine von gewissem Wohlstand geprägte Siedlung hin. Dieses Bild wird durch einen großen hypokaustierten Bau im Stil einer Villa Rustica unterstrichen, dessen 60 Zentimeter starke Mauern aus Opus incertum Fresken besaßen und der mit Terrazzoböden ausgestattet war. Im Westen schloss das Haus mit einer Apsis ab. Am Ende des 3. Jahrhunderts wurde der Vicus zerstört. Trotz einiger Erkenntnisse wurde dort bisher nur wenig geforscht.

## Gräberfeld

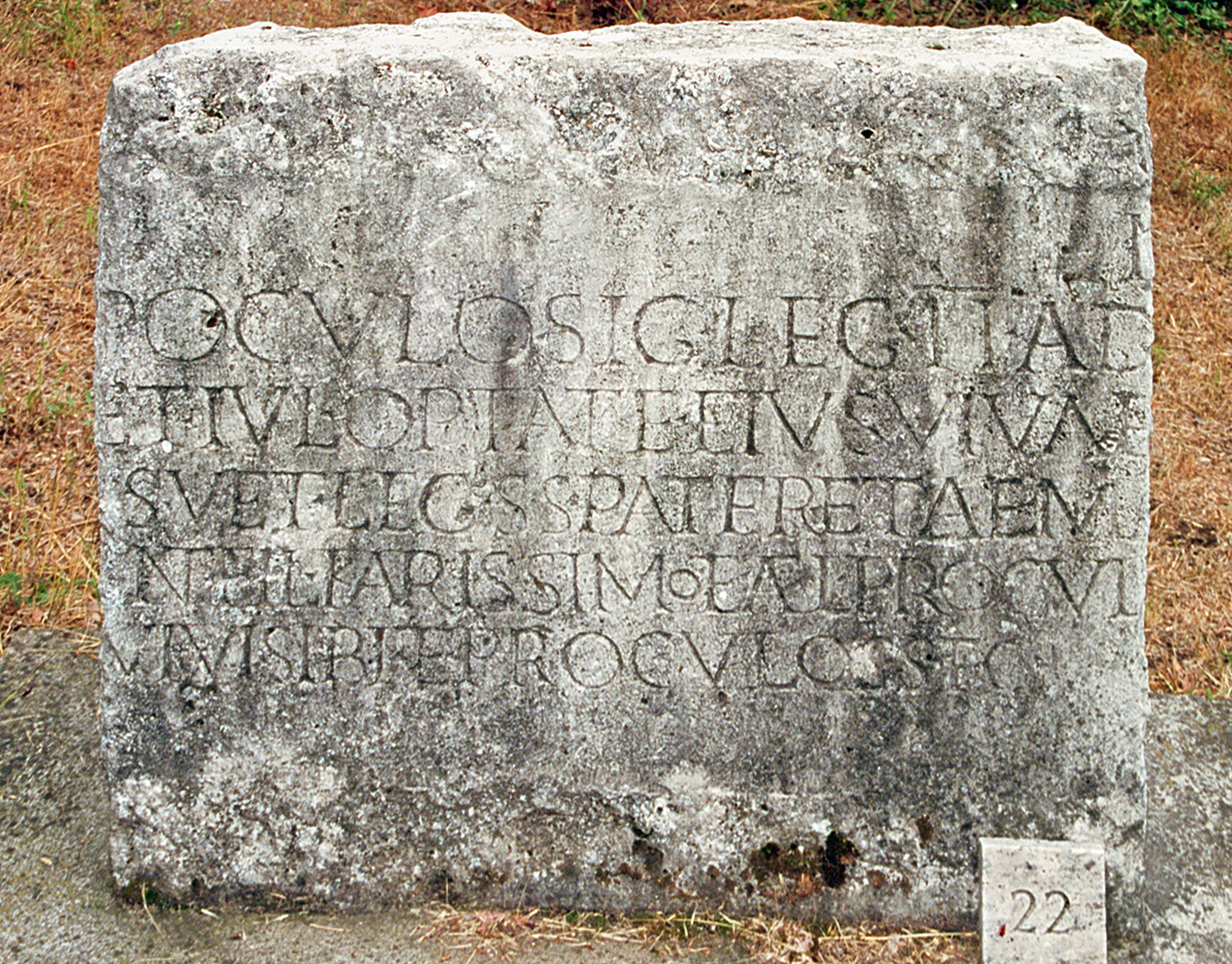
Grabinschrift des Proculus, Feldzeichenträger in der Legio II Adiutrix aus der Zeit zwischen 170 und 200 n. Chr. Der Stein wurde sekundär in einem der spätantiken Kastelltürme von Szentendre wiederverwendet und dabei stark zurechtgehauen.

Südlich der Fortifikation, an der Római temető utca, wurde ein spätrömisches Gräberfeld entdeckt. In diesem Bereich kamen einige bemerkenswerte frühchristliche Funde ans Licht. Die Grablegen vom Ende des 2. bis zum Ende des 3. Jahrhunderts sind bisher allerdings weitgehend unbekannt geblieben. Ein weiteres spätantikes Gräberfeld unmittelbar südlich und südwestlich vor der Garnison ähnelt in seinem Erscheinungsbild anderen pannonischen Friedhöfen dieser Zeit. Trotz einiger während der Grabungen entdeckter Brandbestattungen wurde das Gräberfeld nicht biritual genutzt, da zwischen den Urnengräbern und den spätrömischen Skelettbestattungen nach Beurteilung des Fundmaterials rund eineinhalb Jahrhunderte lagen. Die Forschung vermutet daher, dass die frühen Gräber zu einer Bestattungsfläche aus der Zeit vor dem Bau des Steinkastells und der Ausbreitung des Vicus gehörten und im Zuge des Ausbaus der antiken Strukturen von Szentendre aufgelassen wurden. Nach der Zerstörung des Lagerdorfs, am Ende des 3. Jahrhunderts, entstand an dessen Stelle im Bereich der frühen Gräber erneut ein Friedhof, wobei die Archäologen noch rätseln, wo die dazugehörige spätantike Bevölkerung gelebt hat.

## Nachrömische Zeit
Nach dem Ende der römischen Herrschaft siedelten Germanen auf dem Kastellareal. Die Spuren innerhalb der Fortifikation lassen vermuten, dass es dort bis zur Ankunft der Magyaren im 10. Jahrhundert eine Siedlungskontinuität gegeben hat. Aus dem 6. Jahrhundert, als Langobarden in der Region herrschten, sind Krieger- und Frauengräber mit zahlreichen Beigaben entdeckt worden. Südwestlich des antiken Kastells wurden in Pomáz, nahe einem ehemaligen Staatsgut, im Frühjahr 1951 beim Bau einer Pumpanlage rund zehn Awarengräber ohne vorherige wissenschaftliche Untersuchungen zerstört. Ab Frühjahr 1954 konnte zunächst Soproni an der gleichen Stelle und ab Oktober 1954 der Archäologe István Erdélyi (1931–2020) im Umkreis von rund 300 Metern weitere, eng aneinanderliegende Gräber für die Wissenschaft retten. Der historische Kern von Szentendre entstand auf der dem Kastell gegenüberliegenden Seite des Bükkös-Baches und die Bewohner nutzten die römischen Ruinen als billigen Steinbruch.

Funde aus langobardischen Frauengräbern
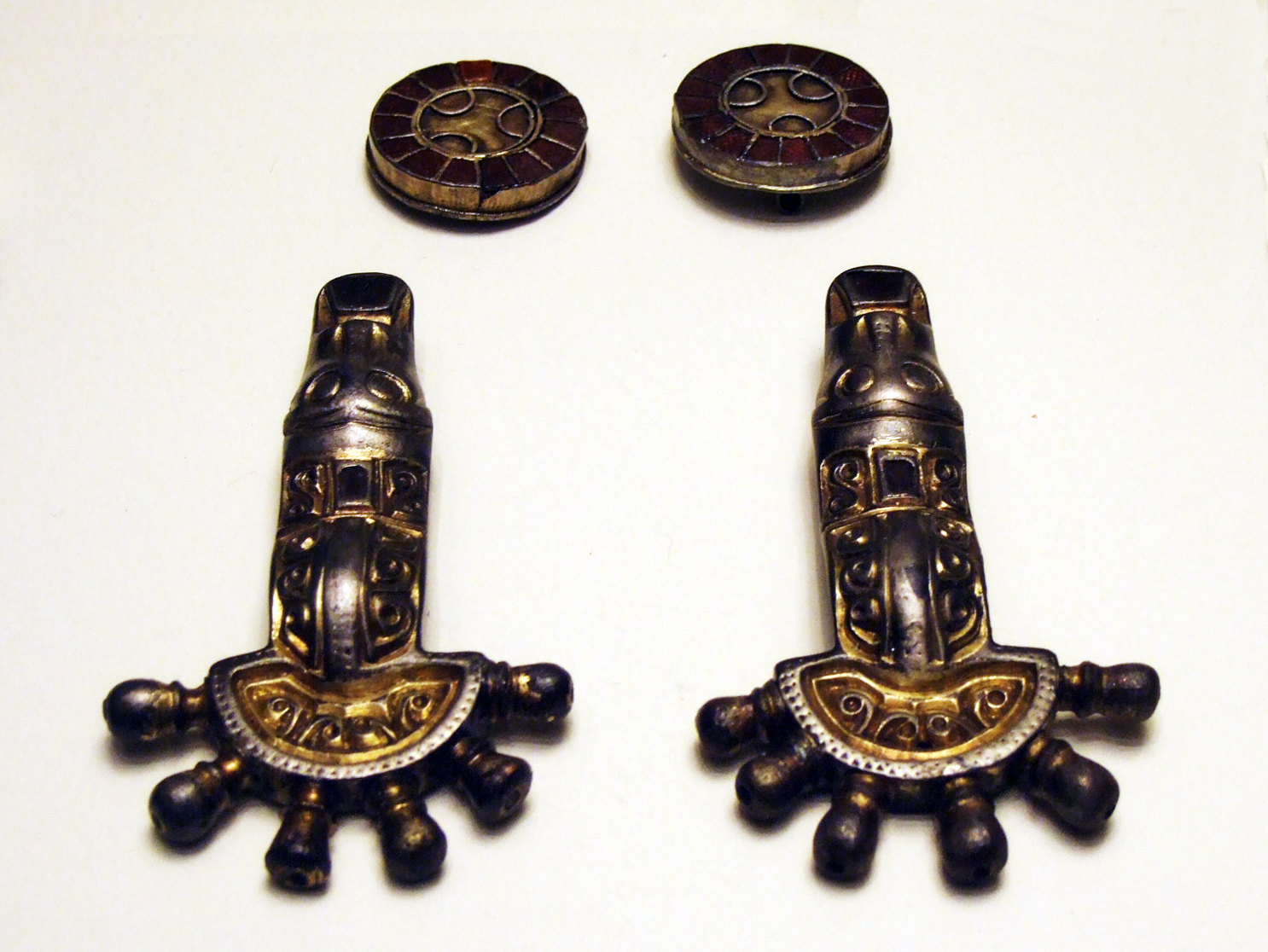
Zur Baumsarg-Bestattung von Grab 85 gehörten zwei Fibelpaare; 6. Jahrhundert
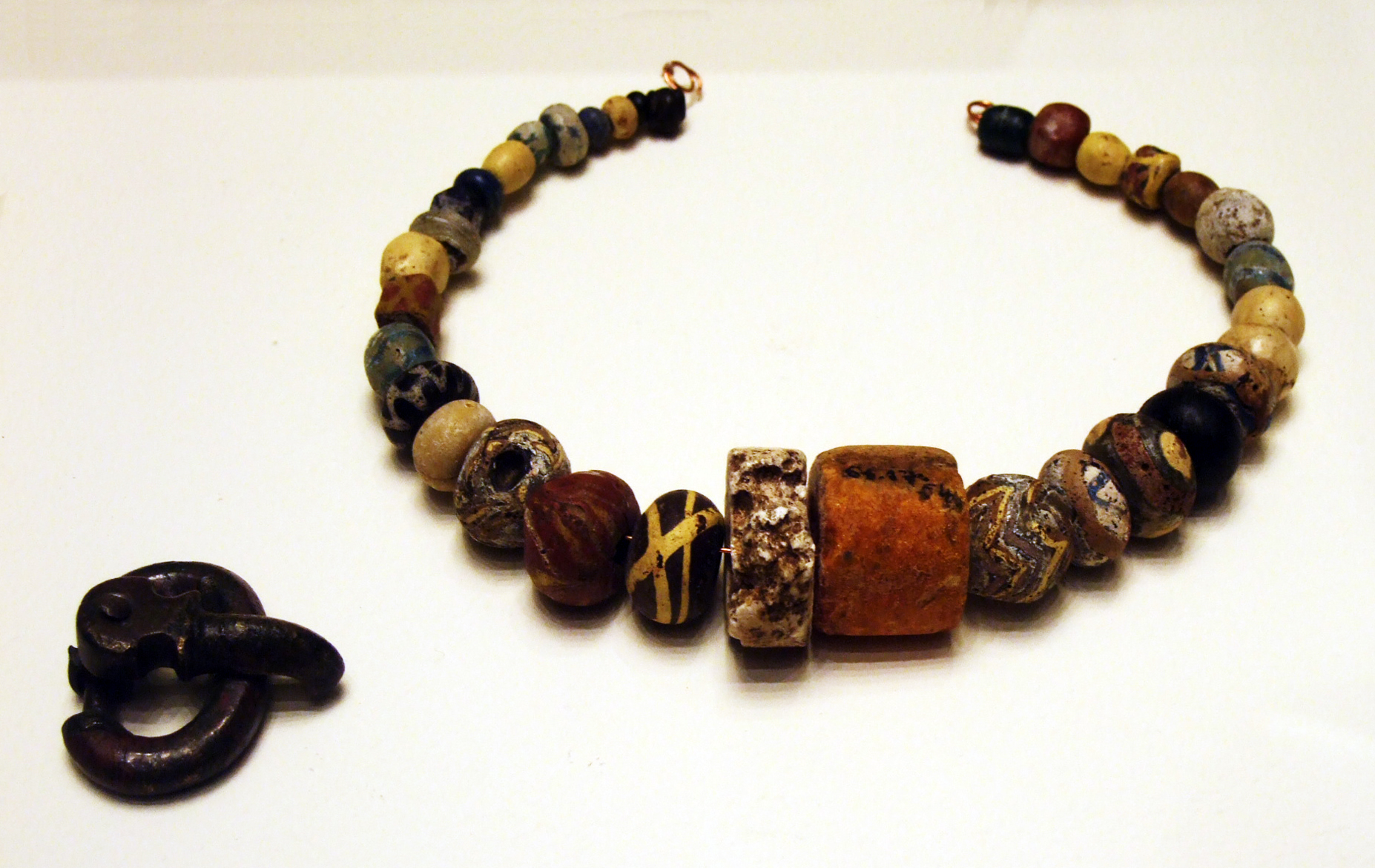
Grab 85: Gürtelschnalle und Glasperlenkette
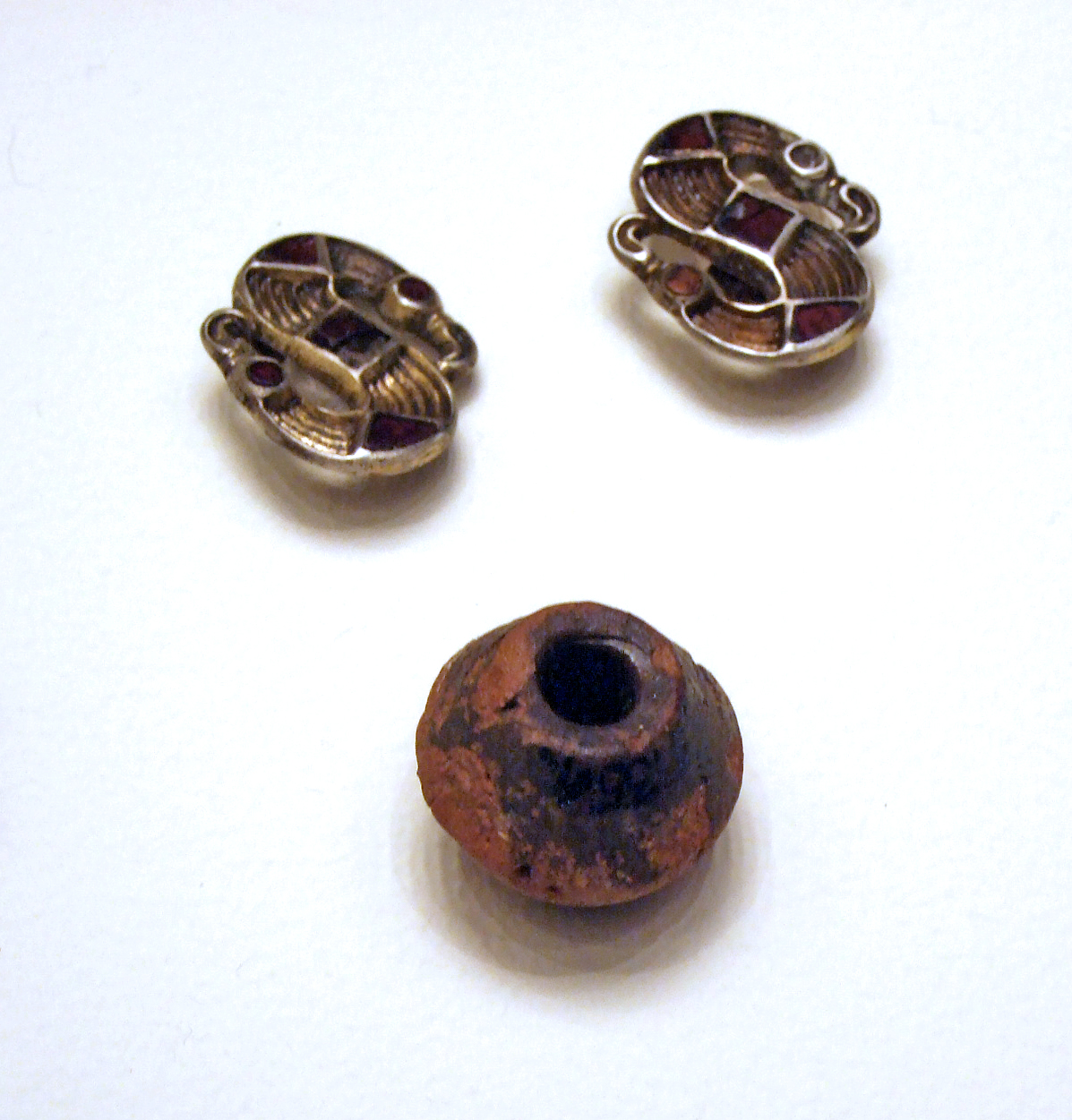
Grab 85: S-Fibeln, Chalzedonperle
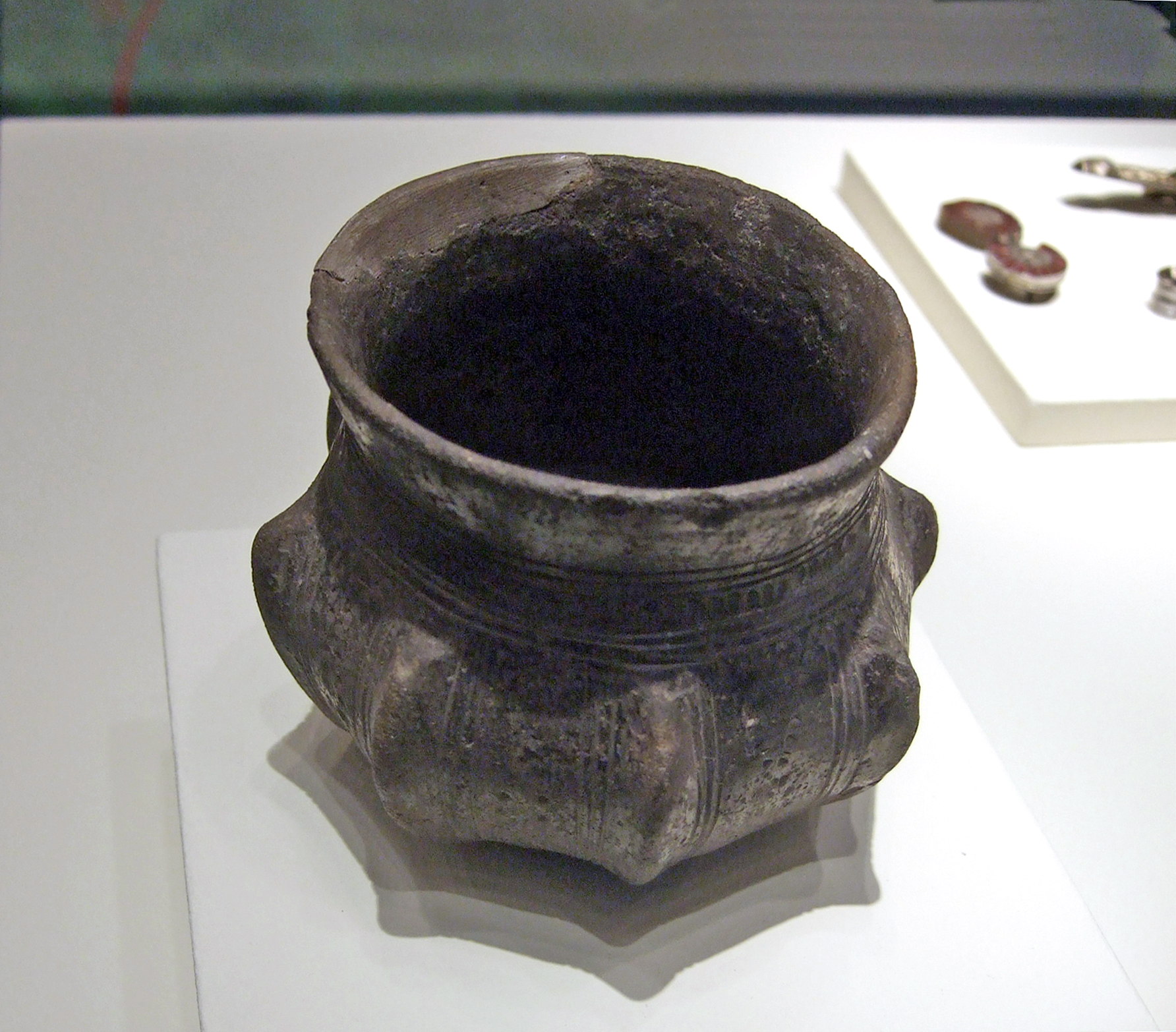
Grab 29: rippenverzierte Keramik; 6. Jahrhundert

## Funde

### Inschriften

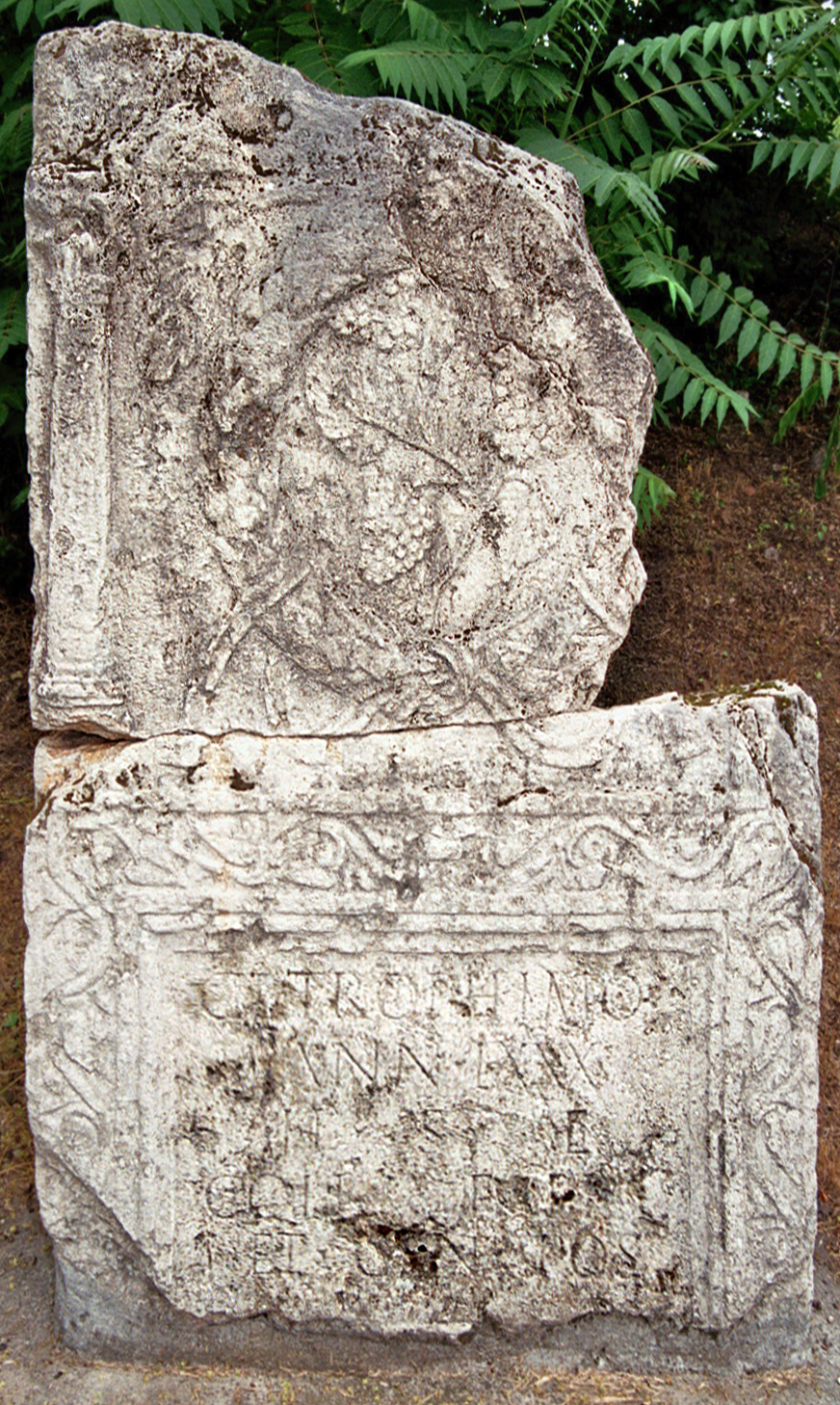
Grabstele des Feuerwehrmannes Claudius Trophimus

Neben den Grabfunden, der Keramik, gestempelten Ziegeln und Münzen sind insbesondere die zahlreichen Inschriften bemerkenswert. Aus Szentendre stammt eine Ehreninschrift der Cohors I nova Severiana Surorum sagittaria für Severus Alexander, die sich auf einer Statuenbasis befand und in das Jahr 229 datiert. Wahrscheinlich in das gleiche Jahr lässt sich eine Ehreninschrift der Syrer auf einer Statuenbasis für Julia Mamaea, die Mutter von Severus Alexander, einordnen. Bildnisse der Julia, die ihren Sohn mit dreizehn Jahren auf den Thron brachte, werden nicht selten in Verbindung mit Statuen des Severus Alexander gefunden.
Wie der auf dem Gräberfeld südlich des Kastells entdeckte sekundär verwendete Grabstein des Publius Aelius Provincialis und seiner Frau Pompeia Valentina preisgibt, hatte der Verstorbene als Feldzeichenträger (Signifer) in der in Aquincum stationierten Legion gedient und sich nach seiner ehrenvollen Entlassung aus dem Militärdienst offenbar in Szentendre niedergelassen. Der zwischen 200 und 240 sauber bearbeitete Kalkstein weist an seinen Rändern eine Rahmenleiste aus Weinranken auf und zeigt unterhalb des Schriftfeldes ein Vermessungsinstrument. Publius Aelius Provincialis ist noch durch einen anderen Grabstein bekannt, dessen ursprünglicher Fundort nicht mehr festzustellen ist, da sich der Stein bereits seit 1813 in einer Privatsammlung in der Stadt Vác (Waitzen) am Donauknie befand. Provincialis, der hier wieder als Veteran der Legio II Adiutrix erscheint, wird als Großvater des mit drei Jahren verstorbenen Publius Aelius Iustus und der mit sieben Jahren verstorbenen Aelia Verina genannt. Die Eltern der beiden sind der nach seinem Vater benannte Publius Aelius Provincialis, ein Sevir der Stadt Aquincum und dessen Frau Aelia Concordia.
In die Frühzeit des Kastells, zwischen 100 und 150 n. Chr., lässt sich der zerbrochene Grabstein des Appius datieren. Aus der gleichen Zeit stammt die Grabstele des Claudius Trophimus, deren Reste in einem spätrömischen Grab unweit vor der Südwestecke des Kastells eine neue Verwendung fanden. Trophimus’ Stele wurde von der Feuerwachtruppe in Auftrag gegeben (collegium fabrum et centonariorum), die damals in jeder pannonischen Stadt vorhanden war. Aus dem gleichen spätrömischen Grab stammt der ebenfalls zwischen 100 und 150 n. Chr. entstandene Grabstein des Veteranen der Legio II Adiutrix, Iulius Rufus, den ebenfalls die Feuerwache stiftete.

### Minervastatuette
Während der im Jahr 2004 laufenden Grabungskampagne im Bereich des Südtores kam dort eine qualitativ hochwertige bronzene Statuette der Göttin Minerva ans Licht. Es wurde angenommen, dass die Figur einst in einem Lararium (Hausaltar) stand.

## Villa Rustica am Freilichtmuseum
(Hauptartikel: Villa Rustica Szentendre-Skanzen)

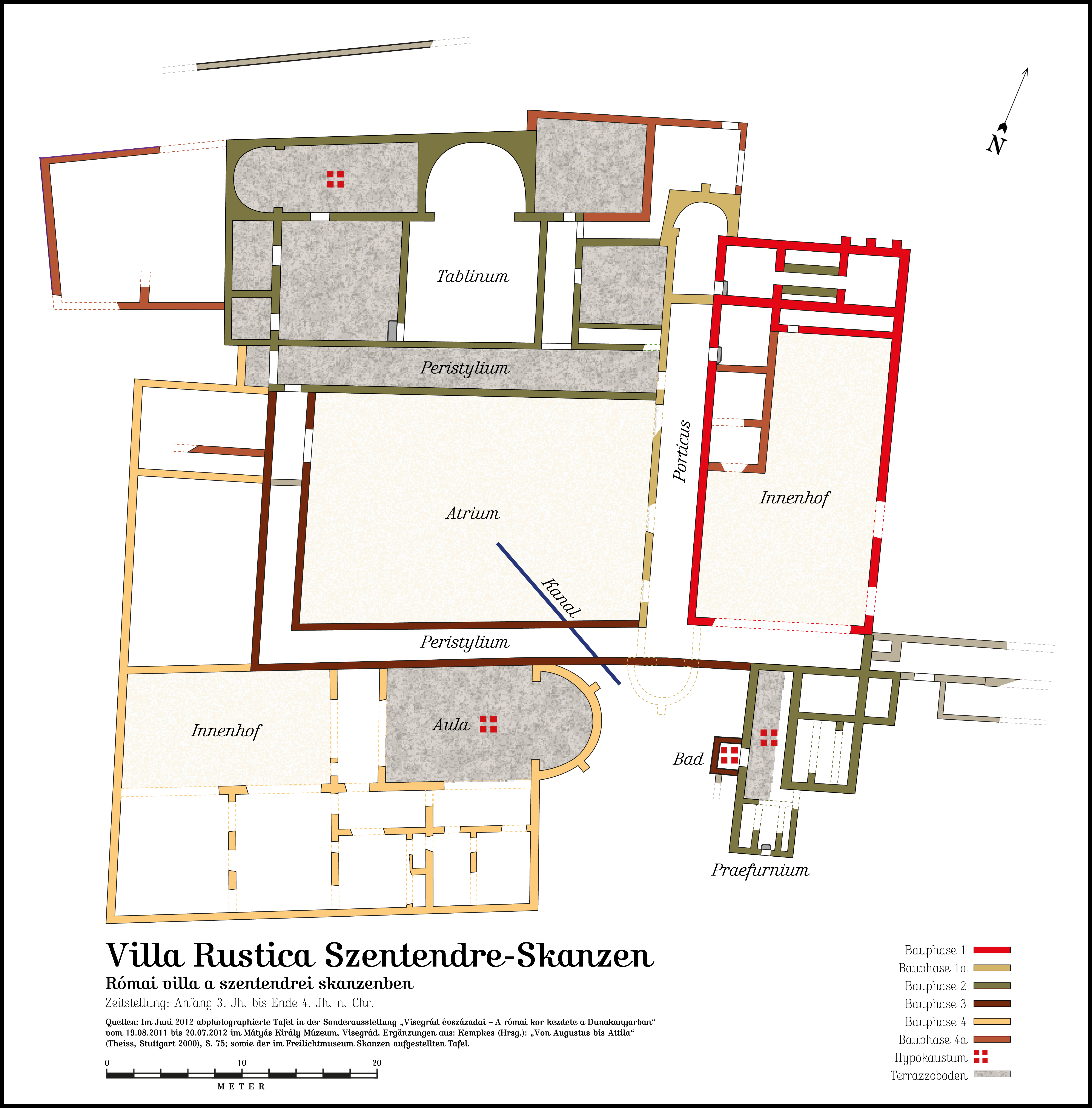
Grundriss der Villa Rustica mit den Grabungsergebnissen

Die fast vollständig freigelegten und zugänglichen Fundamente des Hauptgebäudes einer 5200 Quadratmeter großen Villa Rustica wurden auf dem Gelände des ethnographischen Freilichtmuseums Szabadtéri Néprajzi Múzeum (Skanzen) bei Szentendre, rund 4,5 Kilometer nordwestlich des Kastells, am Oberlauf des Sztaravoda-Bach auf 178 Höhenmetern entdeckt.

## Fundverbleib
Wichtige Steindenkmäler und Bauinschriften aus Szentendre können im römischen Lapidarium des Ungarischen Nationalmuseums besichtigt werden, das sich im Bereich des südlichen Kastellgrabens von Szentendre am Dunakanyar-Ring (Dunakanyar körut) befindet und zum Károly-Ferenczy-Museum gehört. Andere Funde wurden direkt nach Budapest ins Nationalmuseum gebracht.

## Denkmalschutz
Die Denkmäler Ungarns sind nach dem Gesetz Nr. LXIV aus dem Jahr 2001 durch den Eintrag in das Denkmalregister unter Schutz gestellt. Das Kastell Szentendre sowie alle anderen Limesanlagen gehören als archäologische Fundstätten nach § 3.1 zum national wertvollen Kulturgut. Alle Funde sind nach § 2.1 Staatseigentum, egal an welcher Stelle der Fundort liegt. Verstöße gegen die Ausfuhrregelungen gelten als Straftat bzw. Verbrechen und werden mit Freiheitsentzug von bis zu drei Jahren bestraft.